# Orde van de Rode Vlag van de Arbeid (Sovjet-Unie)

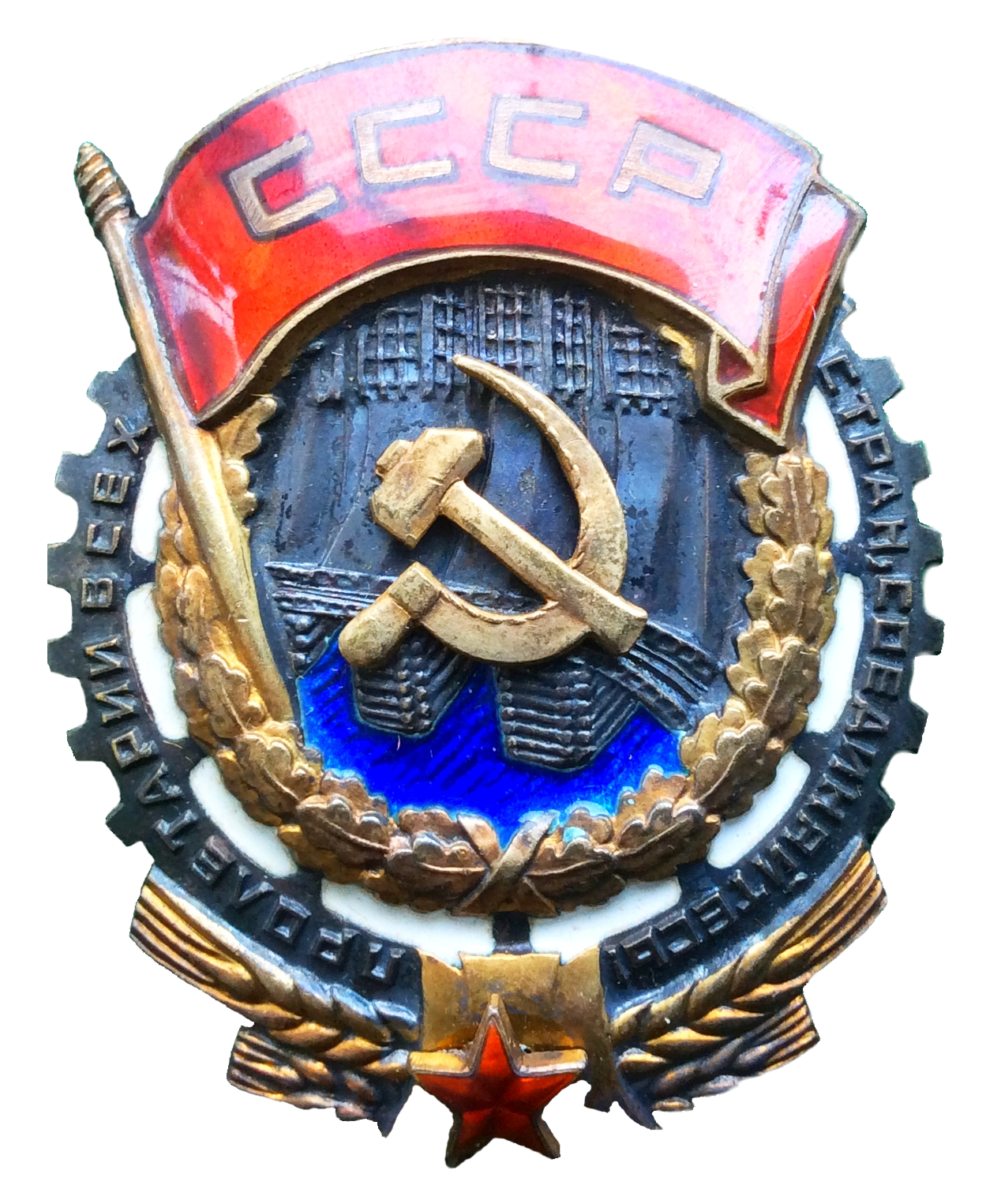
The Order of the Red Banner of Labour.

De Orde van de Rode Vlag van de Arbeid (Ook "Orde van de Rode Vaan van de Arbeid") (Russisch: Орден Трудового Красного Знамени, Orden Troedovogo Krasnogo Znameni) was een orde uit de Sovjet-Unie die overhandigd werd aan arbeiders en ambtenaren die een buitengewoon goede prestatie leverden.
De orde werd op 7 september 1928 in het leven geroepen door de Sovjet-Unie als unievariant op de gelijknamige orden van de Sovjetrepublieken, waaronder die van de Russische Socialistische Federatieve Sovjetrepubliek die was ingesteld op 28 december 1920, en als burgervariant op de Orde van de Rode Banier, die aan militairen en ook aan Stalins beulen werd uitgereikt.
In totaal zijn er meer dan 996.000 van uitgereikt.

## De onderscheiding
De kleinoden verbonden aan deze orde waren in de vorm van een tandwiel, en de inscriptie luidde, "Proletariërs van de wereld, verenig U". In het midden van de medaille bevond zich een gouden hamer en sikkel, met op de achtergrond een afbeelding van een stuwdam. Aan de onderzijde van de medaille bevond zich de communistische "Rode ster" en aan de bovenzijde een rode vlag met de cyrillische letters СССР (SSSR) er op.
De onderscheiding werd oorspronkelijk zonder lint op de linkerborst gedragen, later is hier een licht- met donkerblauw lint aan toegevoegd.

## Nederlandse laureaten
- 1930: Dirk Schermerhorn met Toerksib voor zijn werk bij het aanleggen van de Turkestan-Siberische spoorlijn[1].